# Katarina Karlsdotter (Gumsehuvud)
Katarina Karlsdotter (Gumsehuvud), född 1418, död 7 september 1450, var drottning av Sverige och Norge 1448–1450. Hon var gift med kung Karl Knutsson (Bonde).

## Biografi
Katarina Karlsdotter var dotter till Karl Ormsson (Gumsehuvud). Hon gifte sig med Karl Knutsson (i hans andra äktenskap) den 5 oktober 1438 i Stockholm. Hennes bröllop skildras utförligt i Karlskrönikan och beskrivs som storslaget – det ska ha varat i tolv dagar med vin, mjöd, dans och tornerspel, och kombinerats med ett rådsmöte, där brudgummen sedan valdes till riksföreståndare. Sommaren 1439 deltog hon i dansen i Karl Knutssons läger utanför det belägrade Stegeborg. När han sedan hade blivit kung under sommaren 1448 kröntes Katarina av ärkebiskop Jöns Bengtsson till drottning i Uppsala domkyrka den 2 juli 1448. Efter 1449 kallades hon även drottning av Norge.
Äktenskapet beskrivs som mycket lyckligt och resulterade i nio barn, fyra söner och fem döttrar. Vid drottningens död levde fyra av döttrarna däribland Margareta, Magdalena, som blev gift med Ivar Axelsson (Tott), och Birgitta. Katarina beskrivs som en vacker och gladlynt person som spred en trivsam stämning omkring sig och var tillmötesgående mot dem som kom till hovet för att ansöka om något. Hon gjorde 15 januari 1450 ett officiellt besök i Vadstena kloster.
Karl sörjde henne mycket djupt då hon 1450 dog i pesten. Att han hållit henne i största "kärlek och värdighet", omnämns i ett brev från priorn i Stockholms dominikankloster Alf Kruse till Erik av Pommern under ett samtal om Karl Knutssons planer på äktenskap med en pommersk hertigdotter. Året därpå begravdes hon i Vadstena klosterkyrka och gravstenen finns ännu (2025) kvar.